# Kenny Chery
Kenny Fred Chery (Montreal, Quebec, 24 de enero de 1992) es un baloncestista canadiense. Con 1,80 metros de estatura, juega en la posición de base que pertenece a la plantilla del Bàsquet Girona de la Liga Endesa.

## Trayectoria deportiva

### Universidad
Tras jugar dos temporadas en el Community College de State Fair, jugó otras dos con los Bears de la Universidad de Baylor, en las que promedió 11,4 puntos, 2,8 rebotes y 4,4 asistencias por partido. En su última temporada fue incluido en el segundo mejor quinteto de la Big 12.

### Profesional
Tras no ser elegido en el Draft de la NBA de 2015, fichó por el Alba Fehérvár de la liga húngara, donde jugó una temporada, en la que promedió 14,4 puntos y 3,3 asistencias por partido.
El 27 de agosto de 2016 se confirmó su fichaje por el Real Betis Energía Plus de la liga ACB.
El 31 de agosto de 2021, firma por el BC Avtodor de la VTB United League.
Tras la guerra producida entre Rusa y Ucrania, el 19 de marzo de 2022, rescinde su contrato con BC Avtodor y firma un contrato temporal por el Club Baloncesto Gran Canaria de la Liga ACB.
En la temporada 2022-23, firma por el Petkim Spor de la BSL de Turquía.
El 23 de octubre de 2023, firma un contrato con el Joventut Badalona de la Liga Endesa, del que forma parte hasta el 24 de diciembre de 2023.
El 20 de febrero de 2024, firma por el Bàsquet Girona de la Liga Endesa.